# Craugastor
Genre
Synonymes
- Microbatrachylus Taylor, 1940 "1939"
- Hylactophryne Lynch, 1968
- Campbellius Hedges, Duellman & Heinicke, 2008

Craugastor est un genre d'amphibiens de la famille de Craugastoridae.

## Répartition
Les 114 espèces de ce genre se rencontrent du Sud des États-Unis à l'Équateur.

## Liste des espèces
Selon Amphibian Species of the World (8 janvier 2016) :
- Craugastor adamastus (Campbell, 1994)
- Craugastor alfredi (Boulenger, 1898)
- Craugastor amniscola (Campbell & Savage, 2000)
- Craugastor anciano (Savage, McCranie & Wilson, 1988)
- Craugastor andi (Savage, 1974)
- Craugastor angelicus (Savage, 1975)
- Craugastor aphanus (Campbell, 1994)
- Craugastor augusti (Dugès, 1879)
- Craugastor aurilegulus (Savage, McCranie & Wilson, 1988)
- Craugastor azueroensis (Savage, 1975)
- Craugastor batrachylus (Taylor, 1940)
- Craugastor berkenbuschii (Peters, 1870)
- Craugastor bocourti (Brocchi, 1877)
- Craugastor bransfordii (Cope, 1886)
- Craugastor brocchi (Boulenger, 1882)
- Craugastor campbelli (Smith, 2005)
- Craugastor catalinae (Campbell & Savage, 2000)
- Craugastor chac (Savage, 1987)
- Craugastor charadra (Campbell & Savage, 2000)
- Craugastor chingopetaca Köhler & Sunyer, 2006
- Craugastor chrysozetetes (McCranie, Savage & Wilson, 1989)
- Craugastor coffeus (McCranie & Köhler, 1999)
- Craugastor crassidigitus (Taylor, 1952)
- Craugastor cruzi (McCranie, Savage & Wilson, 1989)
- Craugastor cuaquero (Savage, 1980)
- Craugastor cyanochthebius McCranie & Smith, 2006
- Craugastor daryi (Ford & Savage, 1984)
- Craugastor decoratus (Taylor, 1942)
- Craugastor emcelae (Lynch, 1985)
- Craugastor emleni (Dunn & Emlen, 1932)
- Craugastor epochthidius (McCranie & Wilson, 1997)
- Craugastor escoces (Savage, 1975)
- Craugastor evanesco Ryan, Savage, Lips & Giermakowski, 2010
- Craugastor fecundus (McCranie & Wilson, 1997)
- Craugastor fitzingeri (Schmidt, 1857)
- Craugastor fleischmanni (Boettger, 1892)
- Craugastor galacticorhinus (Canseco-Márquez & Smith, 2004)
- Craugastor glaucus (Lynch, 1967)
- Craugastor gollmeri (Peters, 1863)
- Craugastor greggi (Bumzahem, 1955)
- Craugastor guerreroensis (Lynch, 1967)
- Craugastor gulosus (Cope, 1875)
- Craugastor hobartsmithi (Taylor, 1937)
- Craugastor inachus (Campbell & Savage, 2000)
- Craugastor jota (Lynch, 1980)
- Craugastor laevissimus (Werner, 1896)
- Craugastor laticeps (Duméril, 1853)
- Craugastor lauraster (Savage, McCranie & Espinal, 1996)
- Craugastor lineatus (Brocchi, 1879)
- Craugastor loki (Shannon & Werler, 1955)
- Craugastor longirostris (Boulenger, 1898)
- Craugastor matudai (Taylor, 1941)
- Craugastor megacephalus (Cope, 1875)
- Craugastor megalotympanum (Shannon & Werler, 1955)
- Craugastor melanostictus (Cope, 1875)
- Craugastor merendonensis (Schmidt, 1933)
- Craugastor metriosistus Ospina-Sarria, Angarita-Sierra & Pedroza-Banda, 2015
- Craugastor mexicanus (Brocchi, 1877)
- Craugastor milesi (Schmidt, 1933)
- Craugastor mimus (Taylor, 1955)
- Craugastor monnichorum (Dunn, 1940)
- Craugastor montanus (Taylor, 1942)
- Craugastor myllomyllon (Savage, 2000)
- Craugastor nefrens (Smith, 2005)
- Craugastor noblei (Barbour & Dunn, 1921)
- Craugastor obesus (Barbour, 1928)
- Craugastor occidentalis (Taylor, 1941)
- Craugastor olanchano (McCranie & Wilson, 1999)
- Craugastor omiltemanus (Günther, 1900)
- Craugastor omoaensis (McCranie & Wilson, 1997)
- Craugastor opimus (Savage & Myers, 2002)
- Craugastor palenque (Campbell & Savage, 2000)
- Craugastor pechorum (McCranie & Wilson, 1999)
- Craugastor pelorus (Campbell & Savage, 2000)
- Craugastor persimilis (Barbour, 1926)
- Craugastor phasma (Lips & Savage, 1996)
- Craugastor podiciferus (Cope, 1875)
- Craugastor polymniae (Campbell, Lamar & Hillis, 1989)
- Craugastor polyptychus (Cope, 1886)
- Craugastor pozo (Johnson & Savage, 1995)
- Craugastor psephosypharus (Campbell, Savage & Meyer, 1994)
- Craugastor punctariolus (Peters, 1863)
- Craugastor pygmaeus (Taylor, 1937)
- Craugastor raniformis (Boulenger, 1896)
- Craugastor ranoides (Cope, 1886)
- Craugastor rayo (Savage & DeWeese, 1979)
- Craugastor rhodopis (Cope, 1867)
- Craugastor rhyacobatrachus (Campbell & Savage, 2000)
- Craugastor rivulus (Campbell & Savage, 2000)
- Craugastor rostralis (Werner, 1896)
- Craugastor rugosus (Peters, 1873)
- Craugastor rugulosus (Cope, 1870)
- Craugastor rupinius (Campbell & Savage, 2000)
- Craugastor sabrinus (Campbell & Savage, 2000)
- Craugastor saltator (Taylor, 1941)
- Craugastor saltuarius (McCranie & Wilson, 1997)
- Craugastor sandersoni (Schmidt, 1941)
- Craugastor silvicola (Lynch, 1967)
- Craugastor spatulatus (Smith, 1939)
- Craugastor stadelmani (Schmidt, 1936)
- Craugastor stejnegerianus (Cope, 1893)
- Craugastor stuarti (Lynch, 1967)
- Craugastor tabasarae (Savage, Hollingsworth, Lips & Jaslow, 2004)
- Craugastor talamancae (Dunn, 1931)
- Craugastor tarahumaraensis (Taylor, 1940)
- Craugastor taurus (Taylor, 1958)
- Craugastor taylori (Lynch, 1966)
- Craugastor trachydermus (Campbell, 1994)
- Craugastor underwoodi (Boulenger, 1896)
- Craugastor uno (Savage, 1985)
- Craugastor vocalis (Taylor, 1940)
- Craugastor vulcani (Shannon & Werler, 1955)
- Craugastor xucanebi (Stuart, 1941)
- Craugastor yucatanensis (Lynch, 1965)

## Étymologie
Le nom de ce genre vient à priori du grec kreas, charnu, de gaster, l'estomac.

## Publication originale
- Cope, 1862 : On some new and little known American Anura. Proceedings of the Academy of Natural Sciences of Philadelphia, vol. 14, p. 151–159  (texte intégral).